# ميلتون برانسون
ميلتون برانسون (بالإنجليزية: Milton Brunson)‏ هو كاتب أغاني أمريكي، ولد في 28 يونيو 1929 في شيكاغو في الولايات المتحدة، وتوفي بنفس المكان في 1 أبريل 1997.